# St. Cyriak (Obergimpern)

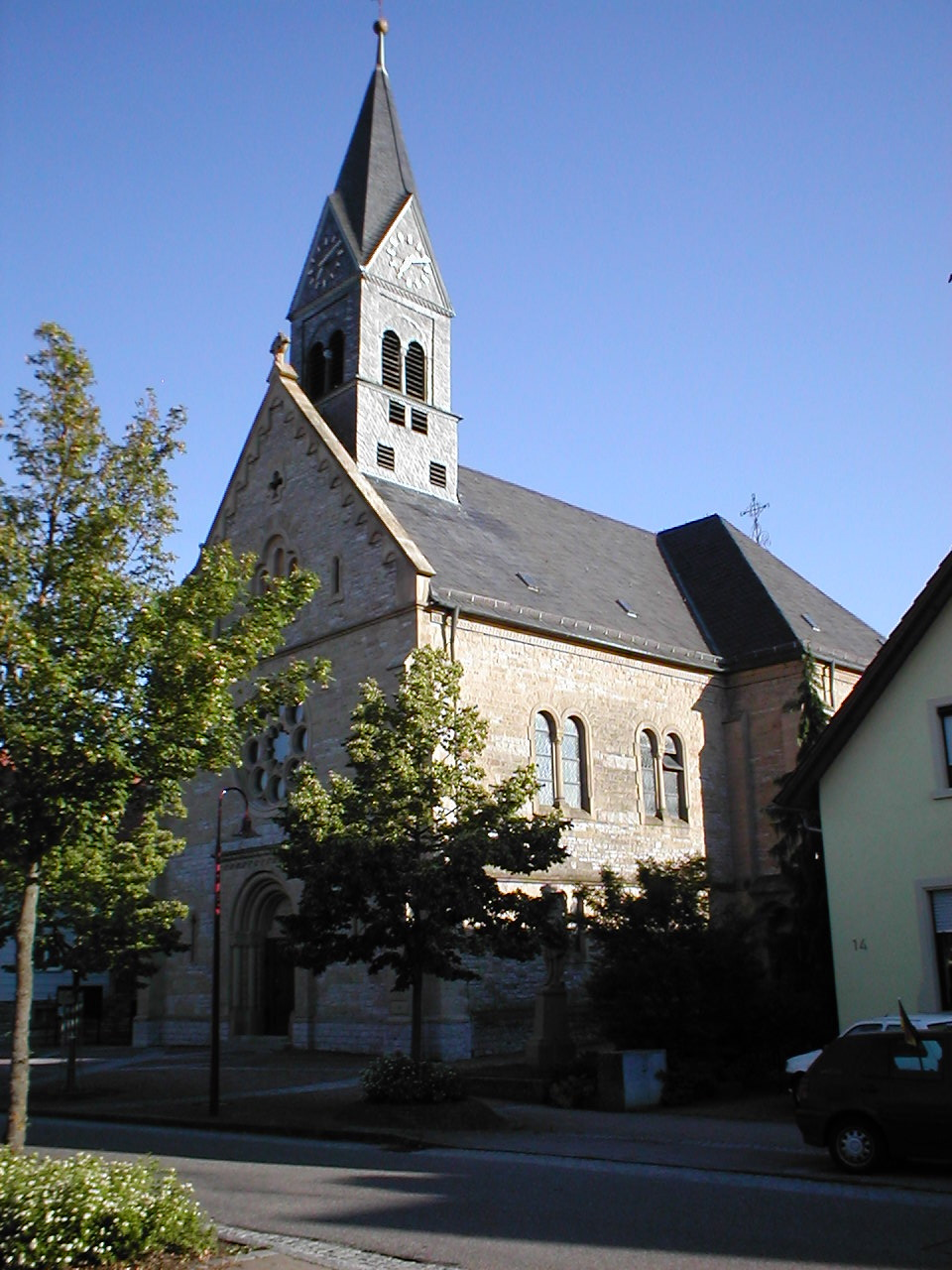
St. Cyriak in Obergimpern

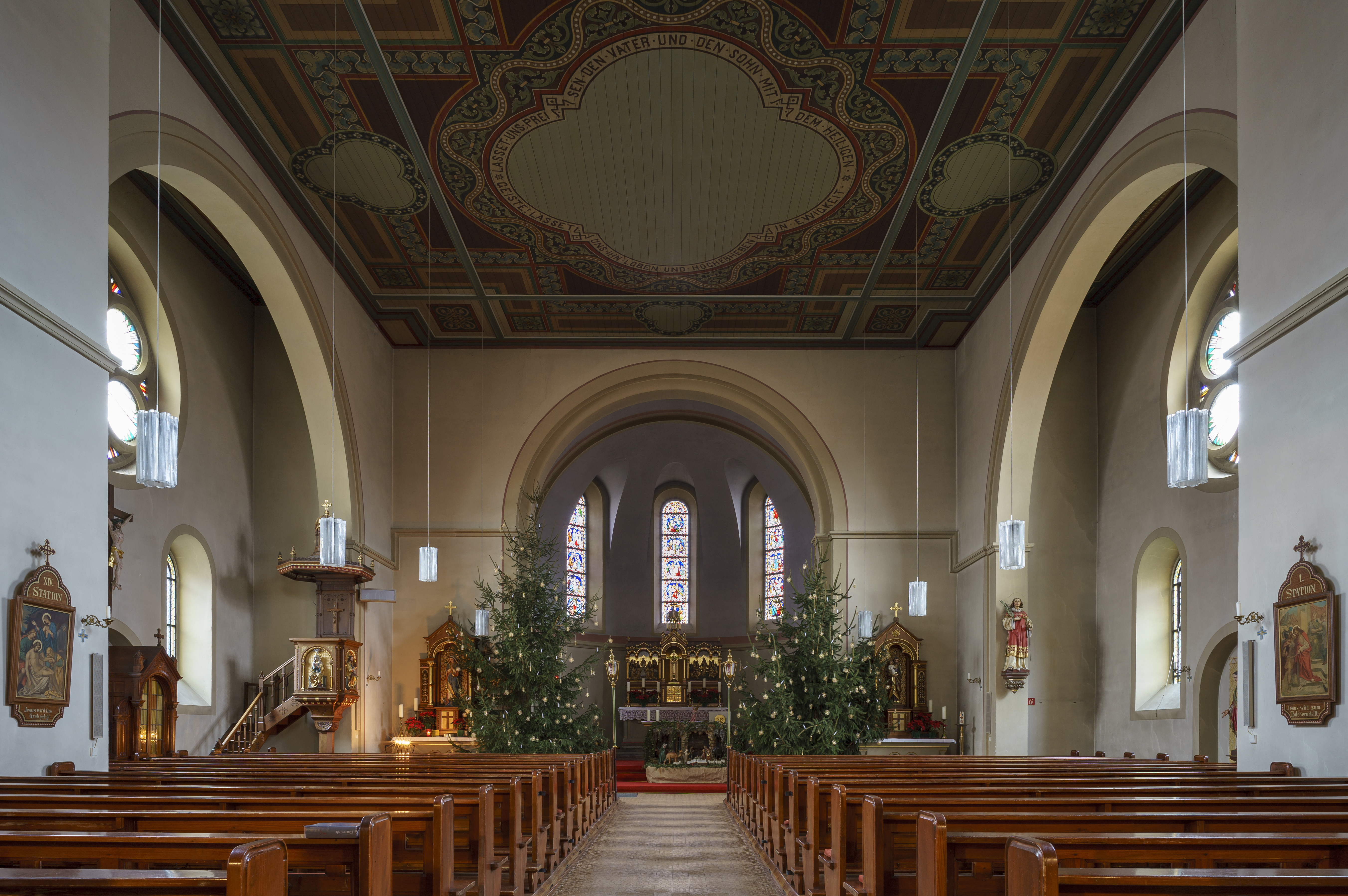
Innenansicht

Die katholische Kirche St. Cyriak ist ein Kirchengebäude in Obergimpern, einem Stadtteil der Großen Kreisstadt Bad Rappenau im Landkreis Heilbronn im nördlichen Baden-Württemberg. Sie gehört zur Katholischen Kirchengemeinde
Bad Rappenau + Obergimpern im Dekanat Kraichgau der Erzdiözese Freiburg.

## Geschichte
Vor dem Bau der katholischen Kirche diente die heutige Evangelische Kirche als Simultankirche. Unter Pfarrer Wilhelm Both, der sein Amt am 15. Oktober 1894 angetreten hatte, verkaufte die etwa 700 Mitglieder starke katholische Gemeinde ihren Anteil an der heutigen evangelischen Kirche Obergimpern, die damals noch als Simultankirche genutzt wurde, im Jahr 1904 für 3000 Mark und ließ nördlich des Burggartens in der Dorfmitte eine eigene Kirche bauen. Both, Mitglied des Antilärmvereins in München, war zwar weder mit dem Standort der Kirche noch mit dem geringen Preis für den Anteil an der Simultankirche einverstanden, sah aber mit dem Kirchenbau dennoch eines seiner Ziele in Obergimpern erreicht. Die Kirche wurde ab 1904 nach Plänen des Architekten Ludwig Maier errichtet, 1907 wurde sie geweiht.

## Beschreibung
Bei der Kirche handelt es sich um einen neoromanischen Saalbau. Über der Eingangsfassade sitzt auf dem First nach Art eines Dachreiters ein Turm mit achtkantigem Spitzhelm auf, in dem sechs Kirchenglocken untergebracht sind. Im Südosten schließt an das mit einem Satteldach gedeckte Langhaus eine halbrunde Apsis als Chor an.

## Glocken
Die ersten Glocken der Kirche wurden bei Benjamin Grüninger Söhne in Villingen gegossen und 1905 geweiht. Sie hatten die Schlagtöne as‘, c‘‘ und es‘‘ und ein Gesamtgewicht von 821 kg. Vermutlich mussten alle Glocken im Ersten Weltkrieg abgeliefert werden, da die Gemeinde später ein dreistimmiges Eisenhartgussgeläut der Gießerei Schilling & Lattermann in Apolda erwarb. Die Glocken hatten die Schlagtöne a‘, cis‘‘ und e‘‘ und ein Gesamtgewicht von 1100 kg. 1951 war eine der Eisengussglocken zersprungen und wurde durch eine Bronzeglocke ersetzt.
1953 wurde das Geläut durch drei neue Bronzeglocken der Gießerei Friedrich Wilhelm Schilling in Heidelberg ersetzt. Die Christ-König-Glocke trägt die Inschrift JESUS CHRISTUS, KÖNIG DER KÖNIGE, REGIERE UNS. Pfarrkirche Obergimpern 1953. Die Marienglocke hat folgende Inschrift: HEILIGE MARIA, KÖNIGIN DES FRIEDENS, BITTE FÜR UNS. Pfarrkirche Obergimpern 1953. Die Schutzengelglocke hat die Inschrift HEILIGER SCHUTZENGEL, WACHE ÜBER UNS. Pfarrkirche Obergimpern 1953. Als vierte Glocke kam ebenfalls noch 1953 die Josefsglocke hinzu, ebenfalls bei Schilling in Heidelberg gegossen. Ihre Inschrift lautet HEILIGER JOSEPH, ERFLEHE UNS EINE GLÜCKSELIGE STERBESTUNDE.
Auf Stiftungen des Pfarrers Theophil Klumpp hin kamen 1984 und 1985 noch eine fünfte und sechste Glocke hinzu. Die in Karlsruhe gegossene St.-Cyriak-Glocke von 1984 hatte den Schlagton f‘, einen Durchmesser von 109,8 cm und ein Gewicht von 840 kg. Ihre Inschrift lautete OMNIA AD MAIOREM DEI GLORIA. Die 1985 ebenfalls in Karlsruhe gegossene Maximilian-Kolbe-Glocke trägt die Inschrift DEUS TE CONSERVET INCOLUMEM PAX CHRISTI IN CORDIBUS VESTRIS.
In den 1990er Jahren zeigte die nur wenige Jahre alte St.-Cyriak-Glocke einen Riss, so dass man sie 1997 gegen eine neue, gleichnamige auch in Karlsruhe gegossene Glocke austauschte. Ihre Inschrift lautet OMNIA AD MAIOREM ST. CYRIAKUS KATH. PFARRGEMEINDE OBERGIMPERN A. D. 1984 und 1997 Karlsruher Glockengießerei. Die alte St.-Cyriak-Glocke befand sich 2003 noch auf dem Hof der Karlsruher Glockengießerei.
| Glocke | Name                    | Gießer                      | Gussjahr | Durchmesser | Gewicht | Schlagton |
| ------ | ----------------------- | --------------------------- | -------- | ----------- | ------- | --------- |
| 1      | St.-Cyriak-Glocke       | Karlsruher Glockengießerei  | 1997     | 1100 mm0    | 890 kg  | f’+4      |
| 2      | Maximilian-Kolbe-Glocke | Karlsruher Glockengießerei  | 1985     | 931 mm      | 546 kg  | as’+5     |
| 3      | Christ-König-Glocke     | F. W. Schilling, Heidelberg | 1953     | 801 mm      | 357 kg  | c’’+4     |
| 4      | Marienglocke            | F. W. Schilling, Heidelberg | 1953     | 664 mm      | 196 kg  | es’’+4    |
| 5      | Schutzengelglocke       | F. W. Schilling, Heidelberg | 1953     | 585 mm      | 138 kg  | f’’+5     |
| 6      | Josefsglocke            | F. W. Schilling, Heidelberg | 1953     | 492 mm      | 082 kg  | as’’+4    |